# Polyclathra
Polyclathra es un género con tres especies de plantas con flores perteneciente a la familia Cucurbitaceae. 

## Especies seleccionadas
- Polyclathra albiflora
- Polyclathra grandiflora
- Polyclathra longipedunculata

## Sinonimia
- Pentaclathra, Pittiera, Roseanthus